# Đảng Bảo thủ (Vương quốc Liên hiệp Anh)
Đảng Bảo thủ (tiếng Anh: Conservative Party), tên chính thức là Đảng Bảo thủ và Liên hiệp (Conservative and Unionist Party) là chính đảng lớn theo đường lối trung hữu ở Vương quốc Liên hiệp Anh và Bắc Ireland.

## Lịch sử
Đảng Bảo thủ có nguồn gốc từ một phe phái, bắt nguồn từ Đảng Whig trong thế kỷ thứ 18, kết hợp lại chung quanh William Pitt Younger (Thủ tướng Anh Quốc 1783-1801 và 1804-1806). Họ được biết đến như là "Independent Whigs", "Friends of Mr Pitt", hay "Pittites". Sau cái chết của Pitt, thuật ngữ "Tory" được sử dụng. Đây là một sự ám chỉ đến "Tories", một nhóm chính trị truyền thống đã tồn tại từ năm 1678, nhưng không có liên hệ tổ chức với đảng Pittite. Từ khoảng năm 1812 về sau, cái tên "Tory" thường được sử dụng hiện đại thay cho Đảng. Vì vậy, Đảng Bảo thủ hiện vẫn còn được biết với cái tên Đảng Tory và các chính trị gia thuộc Đảng này gồm những người ủng hộ vẫn được gọi là những "Tories".
Thuật ngữ "Bảo thủ" được đề nghị đặt làm tên Đảng bởi một bài báo của J. Wilson Croker trong tạp chí Quarterly Review vào năm 1830. Cái tên ngay lập tức được gọi cho Đảng và được chính thức thông qua dưới sự lãnh đạo của Sir Robert Peel khoảng năm 1834. Peel được công nhận là người sáng lập Đảng Bảo thủ, mà ông đã tạo ra với sự công bố của bản tuyên ngôn Tamworth. Thuật ngữ "Đảng Bảo thủ" hơn là Tory được sử dụng chiếm ưu thế vào năm 1845.
Vào đầu thế kỷ XX, Đảng thành lập một liên minh với phe Liên hiệp của Đảng Tự do (phe Liên hiệp chống lại sự ủng hộ của Đảng Tự Do đối với việc trao quyền tự chủ cho Ireland trong Vương quốc Liên hiệp Anh và Ireland). Từ đó, Đảng bắt đầu có tên Bảo thủ và Liên hiệp như hiện nay.
Đảng Bảo thủ nắm chính quyền trong hai phần ba thời gian trong thế kỷ XX. Sau thất bại ở kỳ bầu cử năm 1997, trước Công đảng, Đảng Bảo thủ trở thành Đảng đối lập chính trong chính phủ Anh. Hiện Đảng Bảo thủ là đảng lớn thứ nhì tính theo số ghế đại biểu trong Quốc hội, và là đảng lớn nhất ở Vương quốc Anh theo số thành viên trong hội đồng chính quyền địa phương, theo số thành viên trong nghị viện châu Âu cũng như trong Nghị viện London. Lãnh đạo của Đảng Bảo thủ hiện nay là cựu Thủ tướng Anh Rishi Sunak, người giữ chức từ ngày 24 tháng 10 năm 2022.